# Frank Stella
Frank Stella (Malden, Massachusetts, 12 de mayo de 1936-West Village, Manhattan, 4 de mayo de 2024) fue un pintor y grabador estadounidense, reconocido por su trabajo en las áreas del minimalismo y de la abstracción pospictórica.

## Biografía
Hijo de padres de ascendencia italiana. Después de haber asistido a la Academia Phillips en Andover, continuó con sus estudios en la Universidad de Princeton, donde se tituló en historia y conoció a Darby Bannard y Michael Fried. Sus primeras visitas a las galerías neoyorquinas influenciaron su desarrollo como artista, mientras que el expresionismo abstracto de Jackson Pollock y Franz Kline influyeron en su trabajo. Stella se mudó a Nueva York en 1958, tras su graduación. Actualmente se le considera como uno de los más reconocidos pintores norteamericanos de la postguerra. Además, se le reconoce como el precursor de la pintura abstracta sin ilusiones pictóricas, referencias psicológicas o metafísicas en la pintura del siglo veinte.

## Finales de 1950 e inicios de 1960
Tras mudarse a la ciudad de Nueva York, los primeros trabajos de Stella representaron una respuesta al uso de la pintura como medio expresivo, que los artistas del movimiento del expresionismo abstracto utilizaban. En su lugar, este se inclinó hacia las superficies planas de los trabajos de Barnett Newman y las pinturas de Jasper Johns. Empezó a producir trabajos que enfatizaban la pintura como objeto, en lugar de la pintura como representación de algo, siendo este un objeto en el mundo físico, o algo en el mundo sensible o emocional del artista. Stella se casó con Bárbara Rose, quien después se convertiría en una reconocida crítica de arte en 1961. Cerca de esta fecha, Stella dijo que un cuadro es "una superficie plana con pintura en ella, nada más". Esto representaba un alejamiento de la técnica de crear una pintura primero haciendo un bosquejo de ella. Muchos de sus trabajos fueron creados por utilizar, simplemente, el patrón de una pincelada, muchas veces utilizando pintura común de casa.
Esta nueva estética se expresó en una serie de pinturas, las Pinturas Negras (1969) en las que franjas regulares de pintura negra fueron separadas por franjas delgadas de lienzo sin pintar. Die Fahne Hoch! (1959) es una de esas pinturas. Este cuadro recibe su nombre ("El estandarte levantado en español) de la primera línea del Horst-Wessel-Lied, el himno del Partido Nacionalsocialista Obrero Alemán, y Stella señaló que es de las mismas proporciones que los estandartes utilizados por dicha organización. Se ha sugerido que el título posee un doble significado, haciendo referencia también a las pinturas de Jasper Johns de banderas. En cualquier caso, su neutralidad sentimental contradice el contenido que su título pudiera llegar a sugerir, reflejando esta nueva dirección del trabajo de Stella. El arte de Stella fue reconocido por sus innovaciones antes de que cumpliera los veinticinco años de edad. En 1959, múltiples de sus pinturas fueron incluidas en "Tres jóvenes americanos" en el Museo Memorial de Arte, en el Colegio Oberlin, así como también en "Dieciséis americanos" en el Museo de Arte Moderno en Nueva York (60). Stella se unió como uno de los artistas estables del comerciante de arte Leo Castell en 1959. Desde 1960 comenzó a producir cuadros elaborados con pintura de aluminio y cobre que, en su presentación de líneas regulares de color separadas por franjas delgadas, son similares a sus pinturas negras. Sin embargo, estos nuevos trabajos utilizaron un mayor rango de colores, así como también constituyeron sus primeros trabajos utilizando lienzos con distintas formas, siendo frecuentemente en forma de L, N, U o T. Estas se desarrollaron, posteriormente, en diseños más elaborados en la serie de los "Polígonos irregulares” (67), por ejemplo.
Además, en los años sesenta, Stella comenzó a utilizar una mayor gama de colores, normalmente acomodados en líneas rectas o curvas. Más tarde, en sus pinturas de "Series de transformador" (71), en las que arcos, normalmente yuxtapuestos dentro de bordes cuadrados, son posicionados lado a lado para producir círculos completos o semicírculo pintados en aros de color concéntricos. Estas pinturas son nombradas de acuerdo a ciudades circulares que había visitado en su estadía en Medio Oriente durante los años sesenta. Los lienzos de "Polígono irregular" y "Transportador" extendieron más aún el concepto de lienzo con forma.

## Finales de 1960 e inicios de 1970

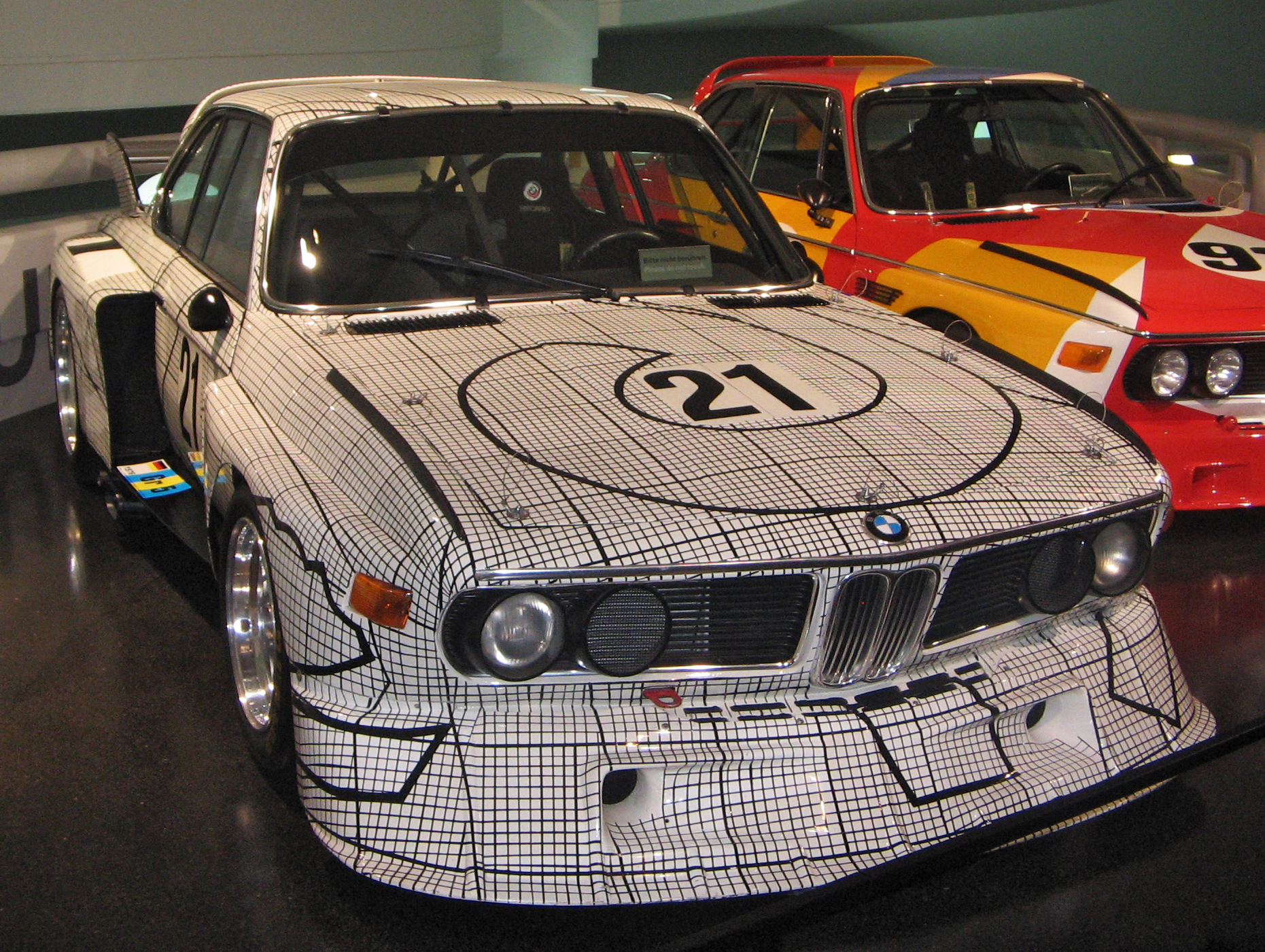
BMW 3.0 CSL por Frank Stella

Stella comenzó con su prolongado involucramiento en el grabado a mediados de los años sesenta, trabajando, en primera instancia, con el grabador Kenneth Tyler en Gemini G.E.L. Stella produjo una serie de grabados durante 1960, iniciando con un grabado titulado "Quathlamba I" en 1968. Sus grabados abstractos en litografía, estampado serigráfico, grabado y fotolitografía (una técnica que él introdujo)[cita requerida] tuvieron un fuerte impacto sobre el grabado como forma de arte. [cita requerida]
En 1967, diseñó el escenario y vestuario para Scramble, una pieza de danza elaborada por Merce Cunningham. El Museo de Arte Moderno en Nueva York presentó una retrospectiva de los trabajos de Stella en 1979, convirtiéndolo en el artista más joven en recibir una. Durante la siguiente década, Stella introdujo relieve a su arte, que se convirtió en lo que llamaría pintura "maximalista" por sus atributos esculturales. Irónicamente, las pinturas que lo llevaron a la fama antes de 1960 habían eliminado toda profundidad. Los lienzos con forma tomaron dimensiones todavía más irregulares en las series de "Polígono excéntrico" e incluso introdujo elementos del collage; piezas de lienzo que fueron adheridas en madera contrachapada, por ejemplo. Sus obras también comenzaron a ser más tridimensionales, al punto en el que inició a producir largas piezas de metal que se sostenían a sí mismas, las cuales, aunque eran pintadas, también podían ser consideradas como esculturas. Después de introducir madera y otros materiales en su serie del "Pueblo polaco" (73), creada en altorrelieve, comenzó a utilizar aluminio como soporte primario para sus pinturas. A medida que los años setenta y ochenta progresaron, sus trabajos se tornaron más coloridos y exuberantes. Más aún, su minimalismo se tornó más barroco, estando marcado por formas curvas, el uso de colores Day-Glo, y pinceladas con garabatos. De forma similar, sus grabados de esta época combinaron distintas técnicas de dibujo. En 1973, instaló un estudio de grabado en su casa en Nueva York. En 1976, Stella fue encomendado por BMW para pintar un BMW 3.0 CSL, para el segundo coche de los BMW Art Cars. Sobre este proyecto, Stella llegó a mencionar que: "El punto inicial del arte automosvilístico fue el gremio de las carreras. En los viejos tiempos solía existir una tradición de identificar un coche con su país por su color. Ahora tienen un número y publicidad. Es un trabajo de pintura, de una forma u otra. Mi idea es que provienen de un dibujo en una hoja de papel. La hoja es lo que es, un gráfico, pero cuando es puesto sobre las formas de un coche se convierte en algo interesante, y el adaptar el dibujo a las formas de un automóvil es interesante. Teóricamente, es como pintar en un lienzo con formas".

## Últimás décadas desde los años ochenta

Memantra de Frank Stella en el Museo Metropolitano

Desde mediados de los ochenta a mediados de los noventa, Stella creó una amplia colección de trabajos que respondían, de forma general, a la obra de Herman Melville, Moby Dick. Durante este tiempo, el cada vez más profundo relieve de las pinturas de Stella dio lugar a una completa tridimensionalidad, con formas esculturales derivadas de conos, pilares, curvas francesas, olas, y elementos de decorado arquitectónico. Para crear estas obras, el artista utilizó collages y maquetas que habían sido agrandadas y recreadas con la ayuda de asistentes, curtidores industriales de metales y tecnologías digitales.
Durante los noventa, Stella comenzó a crear esculturas sin soporte para espacios públicos, desarrollando proyectos arquitectónicos. En 1993, por ejemplo, creó el esquema decorativo entero del Teatro Princesa de Gales en Toronto, que incluía un mural de diez mil pies cuadrados. Su propuesta en 1993 para crear un jardín "kunsthalle" en Dresde no rindió frutos. En 1997, pintó y vigiló la instalación del Proyecto Stella, que sirve de pieza central en el teatro y lobby de la Casa de Ópera Moore, localizada en la escuela de música de Rebecca y John J. Moore, en el campus de la Universidad de Houston, en Houston, Texas. Su "bandshell" de aluminio, inspirada por un sombrero de Brasil capaz de doblarse, fue construida en los suburbios de Miami en 2001; una escultura monumental de Stella fue instalada afuera de la Galería Nacional de Arte en Washington D. C.
De 1978 a 2005 fue dueño del edificio Van Tassell y Kearney Horse Auction Marte, utilizándolo como su estudio. Su administración de treinta años del edificio resultó en la limpieza y restauración de su fachada.
El trabajo de Stella fue incluido en diversas exhibiciones importantes sobre el arte de los años sesenta; entre ellos Lienzo Moldeado (1965) y Pintura Sistemática (1966) por parte del Museo Solomon R. Guggenheim. Su arte ha sido sujeto de numerosas retrospectivas en los Estados Unidos, Europa y Japón. Entre los muchos honores que ha recibido se encuentra la invitación de la Universidad de Harvard para brindar las Lecturas Charles Eliot Norton en 1984. Haciendo un llamado por el rejuvenecimiento de la abstracción a través de la profundidad de la pintura barroca, estas seis pláticas fueron publicadas por la Harvard University Press en 1986, bajo el título "Espacio de trabajo".
Stella continúa viviendo y trabajando en Nueva York. Asimismo, se encuentra activo protegiendo los derechos de sus compañeros artistas. El 6 de junio de 2008 este (junto con el presidente de la Sociedad de Derechos de los Artistas, Theodore Ceder) publicó un artículo en el "Periódico de Arte", denunciando una supuesta ley de "obras huérfanas" en la que se "remueve la pena de violación de los derechos de autor si el creador de una obra, tras una búsqueda extensa, no puede ser localizado".
En dicho artículo, Stella escribió:

La Oficina de Derechos de Autor presupone que los infractores que dejaría libres serían aquellos que hubieran hecho una búsqueda de "buena fe y razonable diligencia" por quien posee los derechos de autor. Desafortunadamente, termina quedando a manos del infractor el decidir si ha hecho una búsqueda de buena fe. La mala fe puede Sr demostrada solo si quien posee los derechos de autor llega a conocer acerca de la infracción y después acude a la corte federal para determinar si el infractor ha fallado en conducir una búsqueda adecuada. Pocos artistas pueden pagar los costos de una litigación federal; los costos de contratar un abogado en nuestro país exceden, por mucho, los costos de una licencia por una pintura o un dibujo.

La propuesta de la Oficina de Derechos de Autor tendría un impacto negativo, incluso catastrófico, en la habilidad de los pintores e ilustrados de costearse una vida a través de la venta de reproducciones de sus obras... Es extremadamente problemático el hecho de que el gobierno esté considerarlo retirarles su principal medio para hacer que sus obras obtengan sus derechos de autor.

En 2009, Frank Stella fue condecorado con la Medalla Nacional de Artes por el presidente Barack Obama.
En 2011, Frank Stella recibió el Premio de Logros en Vida en Escultura Contemporánea por el Centro Internacional de Escultura.
En 2012 se exhibió una retrospectiva de Carreras de Stella en el Kunstmuseum Wolfsburg

## Galería

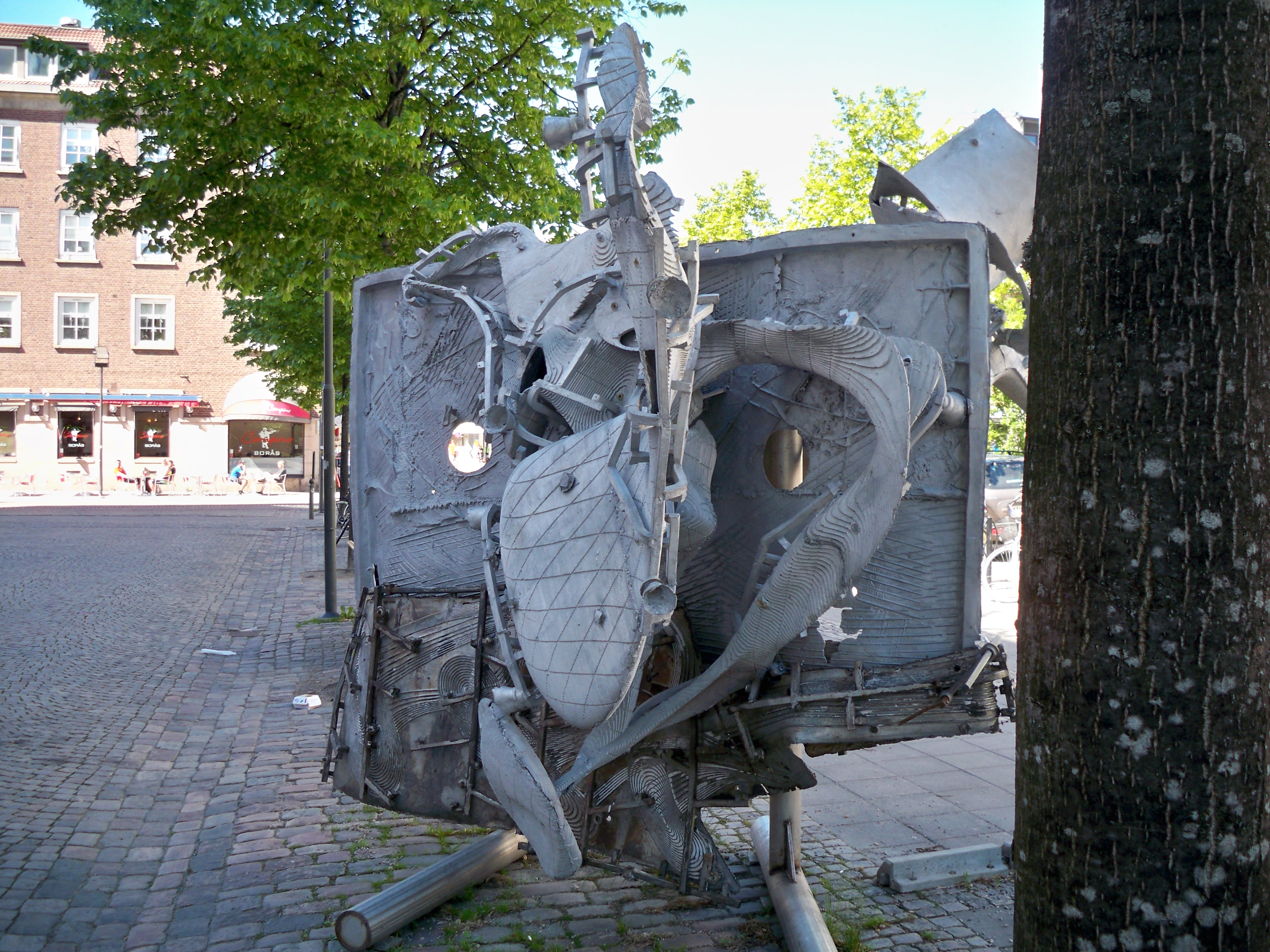
Çatal Hüyük (2008) Hallbergsplatsen, Borås
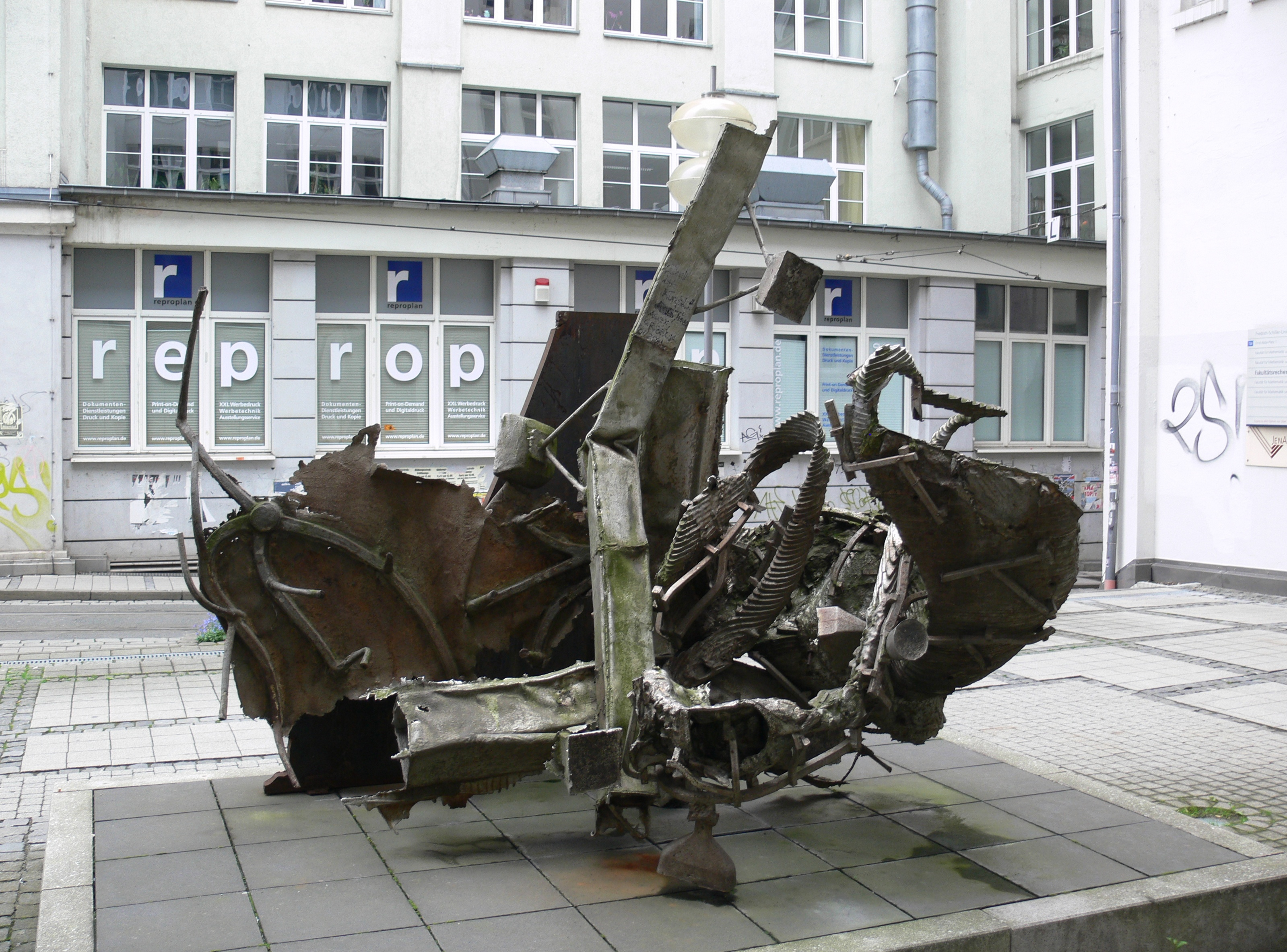
Peekskill (1995) Jena, Thüringen.
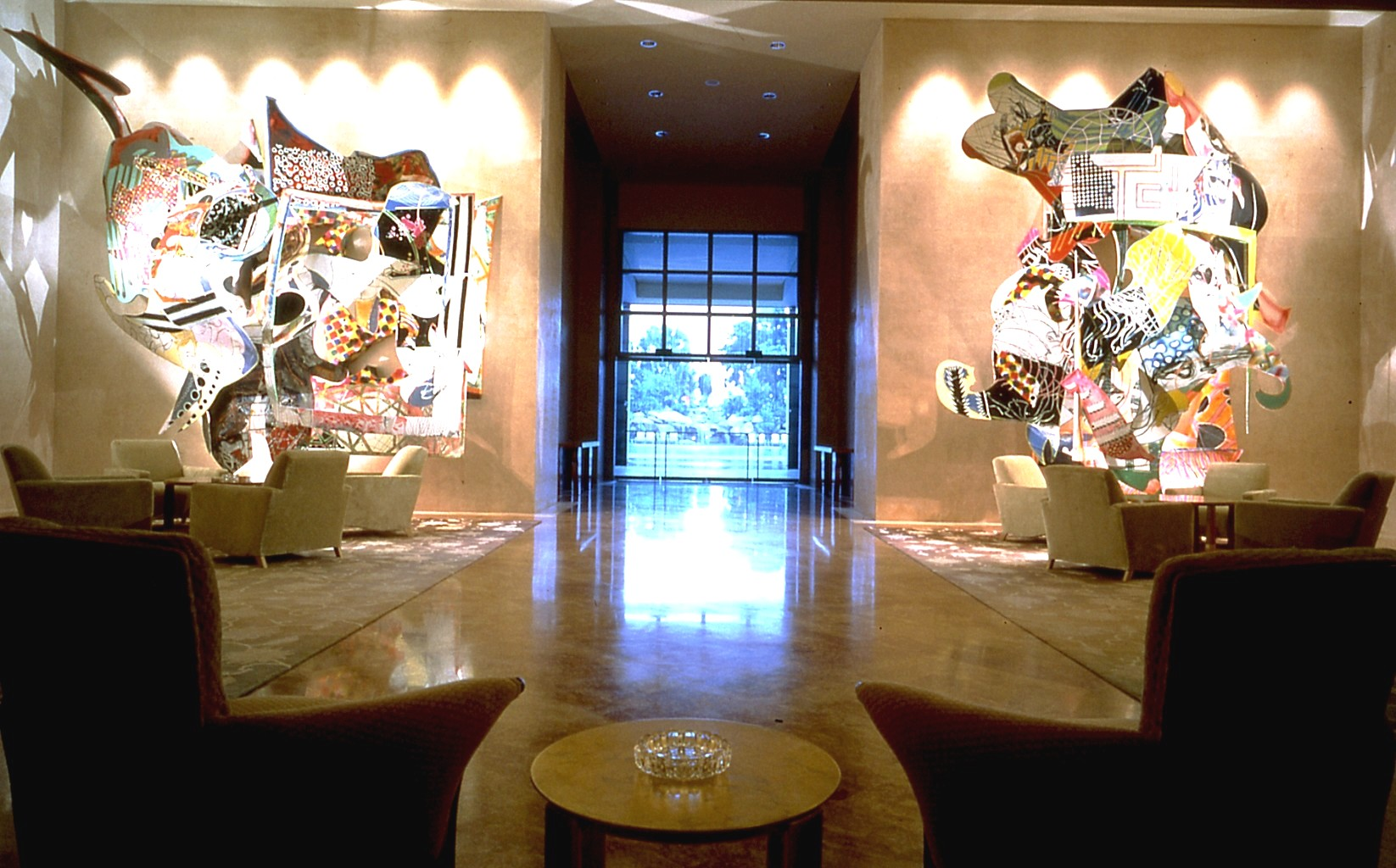
Relieves de la serie Moby Dick, The Ritz-Carlton Millenia, Singapore.

## Entrevistas
- Heti, Sheila (November–December 2008). «'I'm All in Favor of the Shifty Artist'». The Believer 6 (9): 40-46.

- De Antonio, Emile (director), Painters Painting: The New York Art Scene: 1940-1970, 1973. Arthouse films Archivado el 12 de octubre de 2013 en Wayback Machine.